# الغميرا (وشحة)

تعديل مصدري - تعديل

الغميرا هي إحدى قرى عزلة بنى سعد بمديرية وشحة التابعة لمحافظة حجة، بلغ تعداد سكانها 111 نسمة حسب تعداد اليمن لعام 2004.